# Beppo (Byron)
Beppo è un poema di Lord Byron, composto a Venezia nel 1817, considerato preludio del più famoso Don Giovanni. Costituisce il primo tentativo del poeta di comporre in ottava rima, metro che stimolò la sua propensione per la digressione satirica.

## Trama
Il poema racconta le vicende di una dama veneziana, Laura, il cui marito Beppo (diminutivo di Giuseppe) è da tre anni disperso in mare. Conformandosi ai costumi lagunari, senza versare troppe lacrime, Laura decide di accettare le avance di un ammiratore, chiamato semplicemente il Conte, e di prenderlo come proprio cicisbeo. Durante i festeggiamenti per il Carnevale, Laura, ammirata da tutti per l'eccezionale bellezza, viene notata da un Turco, il quale risulterà essere il marito scomparso. Beppo, dopo essere stato catturato e fatto schiavo, era stato liberato dai pirati e grazie ai soldi, ricompensa per le razzie che con questi ultimi aveva compiuto negli anni di assenza, era finalmente riuscito a tornare a Venezia per reclamare la sposa. La dama, dopo essersi liberata del Conte (con il quale continuerà però ad avere buoni rapporti), ritorna dunque con il marito.

## Analisi
Il poema svolge una comparazione tra la morale inglese ed italiana, sostenendo la tesi che la rigidità della prima nei confronti dell'adulterio è pura ipocrisia, soprattutto se confrontata con la scioccante ma probabilmente più onesta abitudine del cavalier servente adottata dalla nobiltà veneziana. Se confrontato con gli Oriental Tales del 1813, Beppo dimostra poi come grazie a questo approccio morale tutti i personaggi risultino vincitori.
Come in altri poemi, Byron unisce qui elementi fittizi a esperienze realmente vissute: nel ritrarre Laura il poeta si ispirò all'amica Lady William Russell. Quanto alla descrizione della vita mondana lagunare è probabile che egli si sia ispirato alla società frequentata nella casa della salonniére Isabella Teotochi Albrizzi.